# Ognuno fa quello che gli pare?
Ognuno fa quello che gli pare? è il quarto album di Max Gazzè, pubblicato nel 2001.

## Tracce
1. Non era previsto – 4:24
2. Questo forte silenzio – 4:07
3. Niente di nuovo – 6:15
4. Il debole fra i due – 3:22
5. Megabytes – 3:30
6. Eclissi di periferia – 4:34
7. Il dolce della vita – 3:33
8. Non è più come prima – 4:20
9. Il motore degli eventi – 4:45
10. In questo anno di non amore – 3:06

## Curiosità
All'inizio la canzone Questo forte silenzio doveva intitolarsi Il grande bluff e doveva essere anche il primo singolo, ma dopo l'attentato delle Torri Gemelle Gazzè pensò che sarebbe stato di cattivo gusto e ripiegò su Non era previsto.
Il dolce della vita è stata composta con Stephan Eicher e che riapparirà con altro testo e altro titolo nel disco di Eicher Taxi Europa.
Nel CD è presente un programma che permette di ascoltare e cambiare le impostazioni delle tracce.